# Firestarter (cortafuegos)
Firestarter es una herramienta de cortafuegos personal libre y de código abierto que usa el sistema (iptables/ipchains) Netfilter incluido en el núcleo Linux. Firestarter posee una interfaz gráfica para configurar reglas de cortafuegos y otras opciones. También monitoriza en tiempo real todo el tráfico de red del sistema, además de facilitar el redireccionamiento de puertos, compartir la conexión a internet y el servicio DHCP.
Firestarter está licenciado bajo la GNU General Public License.